# Campionati statunitensi di sci alpino 2025
I Campionati statunitensi di sci alpino 2025 si sono svolti a Vail dal 30 marzo al 1º aprile; sono stati assegnati i titoli di supergigante, slalom gigante e slalom speciale, sia maschili sia femminili. 
Trattandosi di competizioni valide anche ai fini del punteggio FIS, vi hanno potuto partecipare anche sciatori di altre federazioni, senza che questo consentisse loro di concorrere al titolo nazionale statunitense. 

## Risultati

### Uomini

#### Supergigante
| Pos. | Atleta               | Nazione     | Tempo |
| ---- | -------------------- | ----------- | ----- |
| 1    | Luke Winters         | Stati Uniti | 55,25 |
| 2    | Isaiah Nelson        | Stati Uniti | 55,28 |
| 2    | Jack Smith           | Stati Uniti | 55,28 |
| 4    | Loïc Chable          | Svizzera    | 55,34 |
| 4    | Sawyer Reed          | Stati Uniti | 55,34 |
| 6    | Sam Morse            | Stati Uniti | 55,38 |
| 7    | Johs Bråthen Herland | Norvegia    | 55,40 |
| 8    | John Kerbaugh        | Stati Uniti | 55,41 |
| 8    | River Radamus        | Stati Uniti | 55,41 |
| 10   | Jay Poulter          | Stati Uniti | 55,47 |

Data: 30 marzo

#### Slalom gigante
| Pos. | Atleta            | Nazione     | Tempo   |
| ---- | ----------------- | ----------- | ------- |
| 1    | River Radamus     | Stati Uniti | 2:25,40 |
| 2    | Bridger Gile      | Stati Uniti | 2:26,40 |
| 3    | Isaiah Nelson     | Stati Uniti | 2:27,03 |
| 4    | Jacob Dilling     | Stati Uniti | 2:27,31 |
| 5    | Ryder Sarchett    | Stati Uniti | 2:27,39 |
| 6    | Nicholas Unkovsky | Stati Uniti | 2:28,18 |
| 7    | Jack Smith        | Stati Uniti | 2:28,28 |
| 8    | Sawyer Reed       | Stati Uniti | 2:28,79 |
| 9    | Jay Poulter       | Stati Uniti | 2:28,80 |
| 10   | Jeremy Nolting    | Stati Uniti | 2:28,83 |
| 10   | Luke Winters      | Stati Uniti | 2:28,83 |

Data: 31 marzo

#### Slalom speciale
| Pos. | Atleta           | Nazione     | Tempo   |
| ---- | ---------------- | ----------- | ------- |
| 1    | Benjamin Ritchie | Stati Uniti | 1:34,75 |
| 2    | Stanley Buzek    | Stati Uniti | 1:34,86 |
| 3    | Camden Palmquist | Stati Uniti | 1:35,21 |
| 4    | Jett Seymour     | Stati Uniti | 1:35,43 |
| 5    | River Radamus    | Stati Uniti | 1:35,54 |
| 6    | Cooper Puckett   | Stati Uniti | 1:35,59 |
| 7    | Matej Vidović    | Croazia     | 1:35,63 |
| 8    | Luke Winters     | Stati Uniti | 1:35,94 |
| 9    | Isaiah Nelson    | Stati Uniti | 1:36,48 |
| 10   | Jevin Palmquist  | Stati Uniti | 1:36,59 |

Data: 1º aprile

### Donne

#### Supergigante
| Pos. | Atleta           | Nazione     | Tempo |
| ---- | ---------------- | ----------- | ----- |
| 1    | Patricia Mangan  | Stati Uniti | 56,31 |
| 2    | Keely Cashman    | Stati Uniti | 56,73 |
| 3    | Elisabeth Bocock | Stati Uniti | 56,92 |
| 4    | Kaitlin Keane    | Stati Uniti | 57,17 |
| 5    | Mary Bocock      | Stati Uniti | 57,21 |
| 6    | Allison Mollin   | Stati Uniti | 57,29 |
| 7    | Solveig Moritz   | Stati Uniti | 57,65 |
| 8    | Logan Grosdidier | Stati Uniti | 57,73 |
| 9    | Sarah Schleper   | Messico     | 57,95 |
| 10   | Liv Moritz       | Stati Uniti | 58,01 |

Data: 30 marzo

#### Slalom gigante
| Pos. | Atleta            | Nazione     | Tempo   |
| ---- | ----------------- | ----------- | ------- |
| 1    | Elisabeth Bocock  | Stati Uniti | 2:30,16 |
| 2    | A J Hurt          | Stati Uniti | 2:30,45 |
| 3    | Nina O'Brien      | Stati Uniti | 2:31,15 |
| 4    | Katie Hensien     | Stati Uniti | 2:31,63 |
| 5    | Liv Moritz        | Stati Uniti | 2:31,71 |
| 6    | Kjersti Moritz    | Stati Uniti | 2:32,35 |
| 7    | Mary Bocock       | Stati Uniti | 2:33,11 |
| 8    | Louison Accambray | Francia     | 2:33,17 |
| 9    | Tatum Grosdidier  | Stati Uniti | 2:33,24 |
| 10   | Patricia Mangan   | Stati Uniti | 2:33,25 |

Data: 31 marzo

#### Slalom speciale
| Pos. | Atleta             | Nazione     | Tempo   |
| ---- | ------------------ | ----------- | ------- |
| 1    | A J Hurt           | Stati Uniti | 1:37,48 |
| 2    | Katie Hensien      | Stati Uniti | 1:37,53 |
| 3    | Sara Rask          | Svezia      | 1:39,73 |
| 4    | Mia Hunt           | Stati Uniti | 1:39,88 |
| 5    | Stella Buchheister | Stati Uniti | 1:39,98 |
| 6    | Keely Cashman      | Stati Uniti | 1:40,19 |
| 7    | Louison Accambray  | Francia     | 1:40,52 |
| 8    | Tatum Grosdidier   | Stati Uniti | 1:40,97 |
| 9    | Emma Resnick       | Stati Uniti | 1:41,10 |
| 10   | Dasha Romanov      | Stati Uniti | 1:41,14 |

Data: 1º aprile